# Ла-Шо-де-Фон (станція)
47°05′55″ пн. ш. 6°49′34″ сх. д. / 47.098643888889° пн. ш. 6.8260330555556° сх. д.
Станція Ла-Шо-де-Фон (фр. Gare de La Chaux-de-Fonds) — вузлова залізнична станція муніципалітету Ла-Шо-де-Фон, у кантоні Невшатель, Швейцарія.
Відкрита в 1857 році станція належить і експлуатується SBB-CFF-FFS. На станції є з'єднання між трьома магістральними лініями, нормальної ширини колії, під орудою SBB-CFF-FFS: з Морто у Франції (через Ле-Локль — Коль-де-Рош), з Невшателю та з Білю.
Станція також обслуговує дві залізниці з шириною колії 1000 мм — під орудою Chemins de fer du Jura (CJ) до Сеньлежьє та лінія під орудою Transports Régionaux Neuchâtelois (TRN) до Ле-Пон-де-Мартель.

## Залізничні лінії

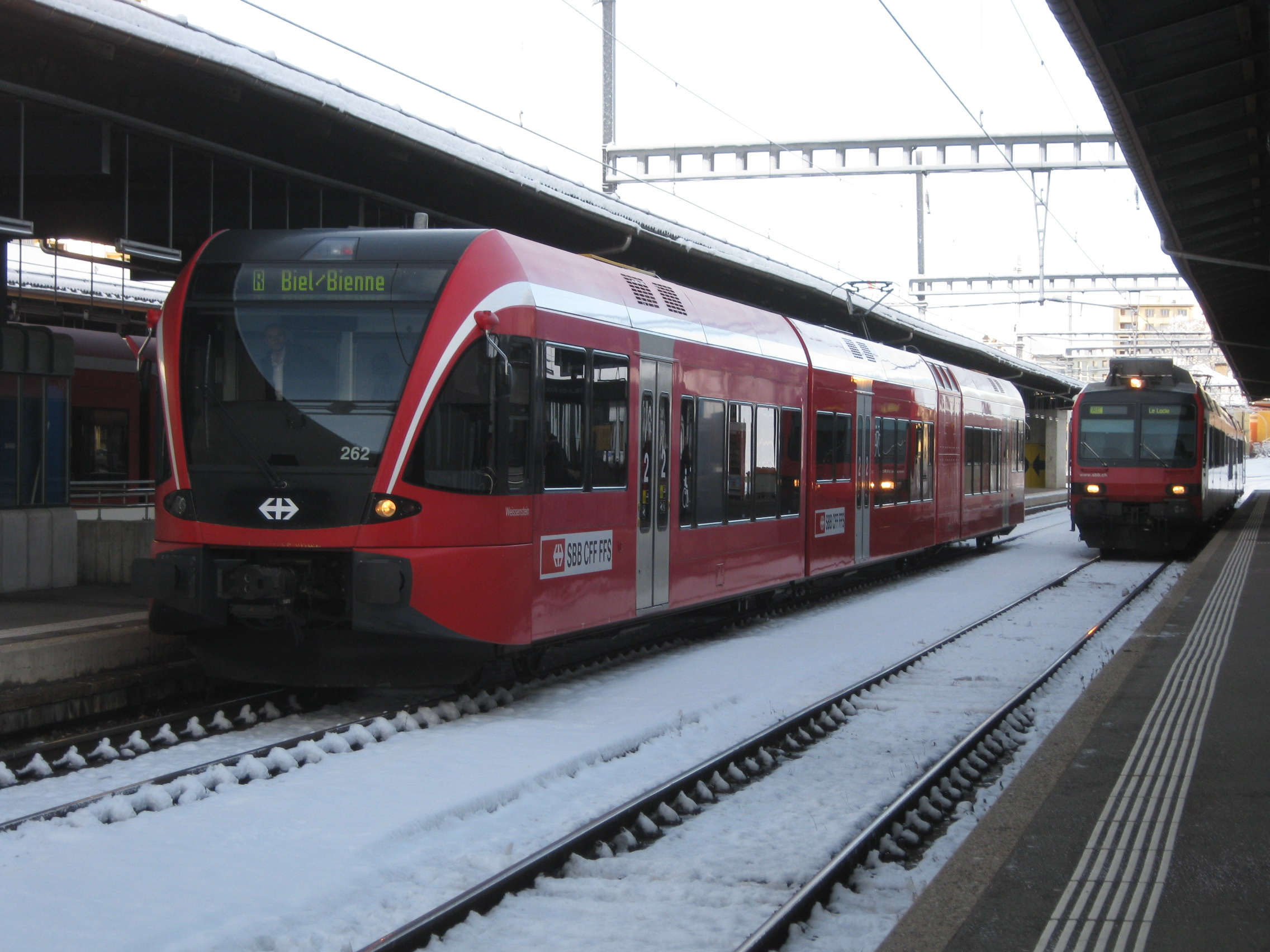
Пасажирський потяг на станції Ла-Шо-де-Фон

- Морто — Ла-Шо-де-Фон
- Ла-Шо-де-Фон — Невшатель (RegioExpress)
- Ла-Шо-де-Фон — Біль (Regio)
- Ла-Шо-де-Фон — Сеньлежьє
- Ла-Шо-де-Фон — Ле-Пон-де-Мартель

## Транспортна розв'язка
Залізнична станція Ла-Шо-де-Фон розташована на Place de la Gare (привокзальна площа), прямо в центрі міста. На привокзальній площі також розташовані — автовокзал під орудою Transports Publics Neuchâtelois, та розворотне кільце тролейбусу, рух якого було призупинено у 2014 році, а лінійні операції передані гібридним автобусам.